# Robert Schneider
Robert Schneider (nascido em 17 de janeiro de 1944) é um ex-ciclista olímpico estadunidense. Representou sua nação nos Jogos Olímpicos de Verão de 1972.